# Falkland

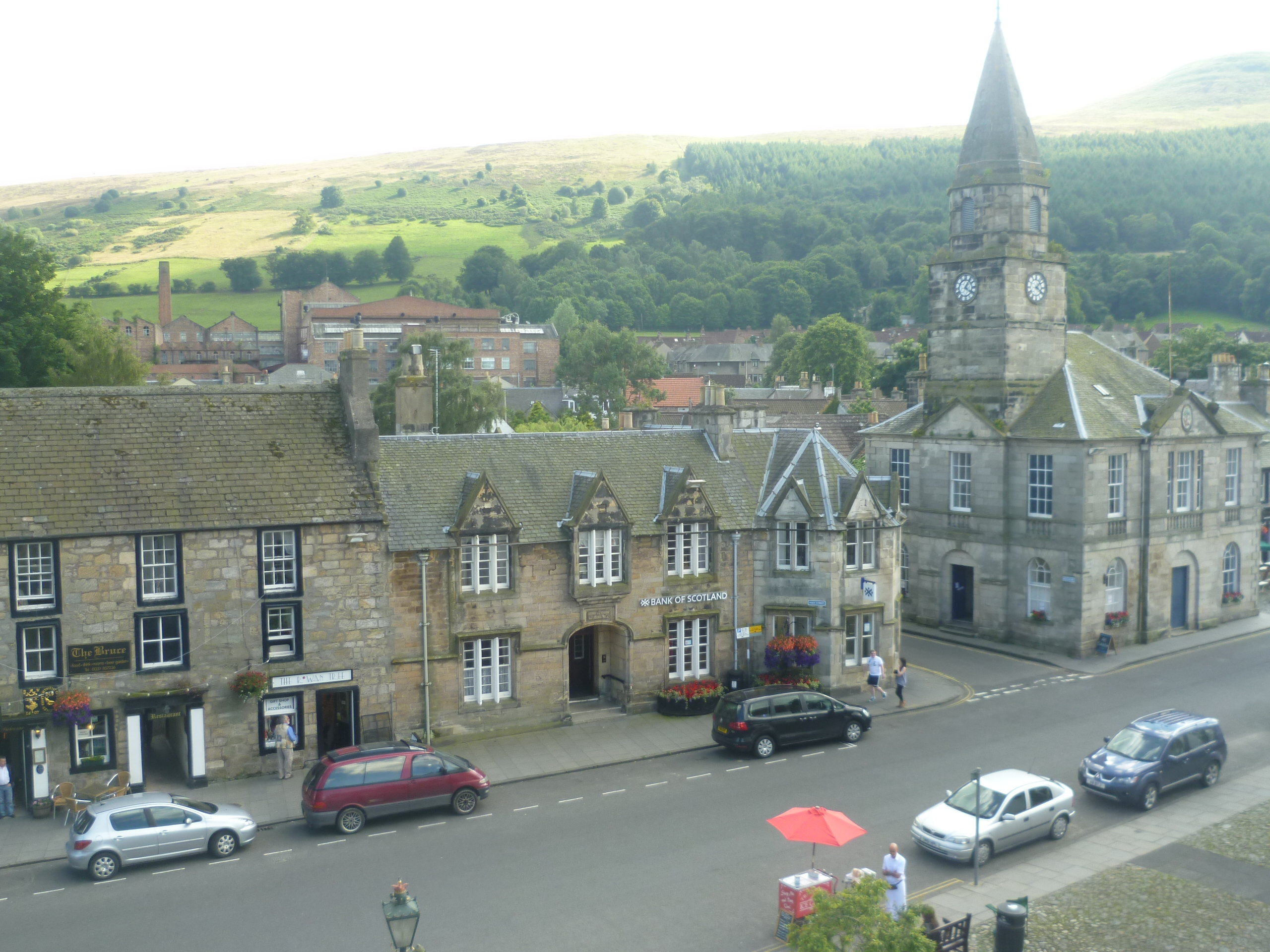
Falkland

Falkland (em escocês: Fauklan) é uma cidade e antigo burgo real, localizada em Fife, Escócia, no sopé das Lomond Hills.
De acordo com a estimativa da população de 2008, a vila tem uma população de 1.160 habitantes.
As Ilhas Falklands, no Atlântico Sul, foram batizadas em homenagem ao visconde local.